# بيير فرانسوا بوشار

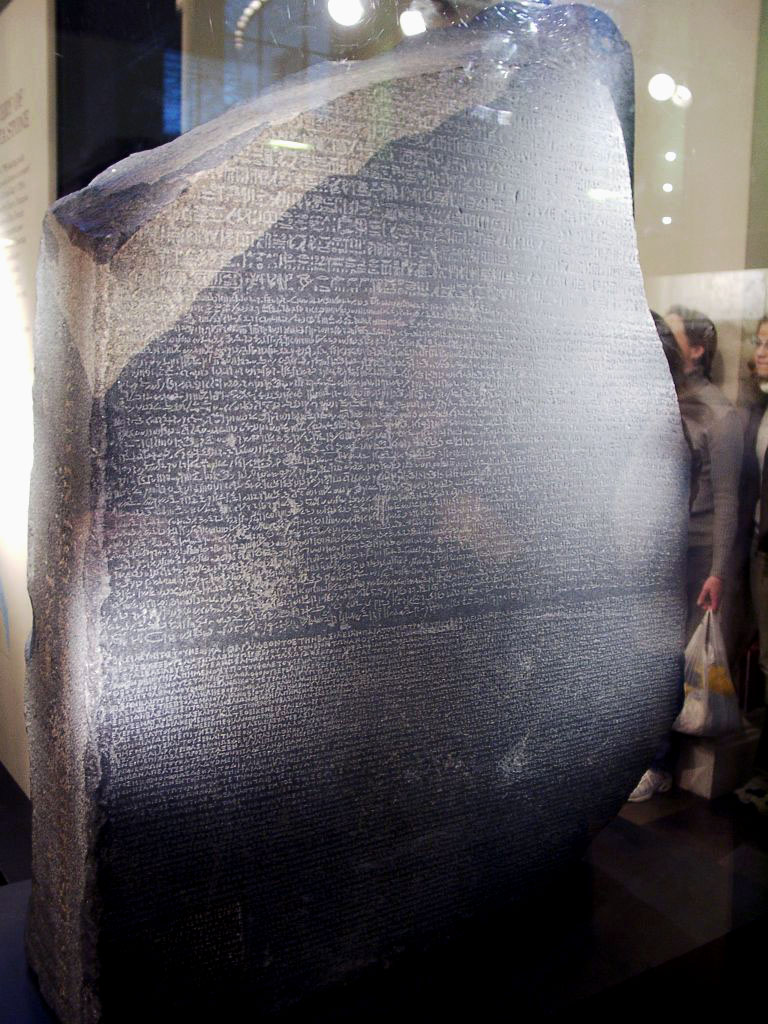
حجر رشيد

بيير فرانسوا بوشار (بالفرنسية: Pierre-François Bouchard)‏ ـ (29 أبريل 1772 ـ 29 أبريل 1822) هو ضابط مهندس بالجيش الفرنسي، اشترك في الحملة الفرنسية على مصر برتبة ملازم (1798 ـ 1801)، واشتهر باكتشافه حجر رشيد، الذي ساعد على فك رموز اللغة المصرية القديمة بعد قرون من الغموض، وكان ذلك في طابية رشيد (قلعة جوليان) في 19 يوليو 1799.